# Michelle Pfeiffer

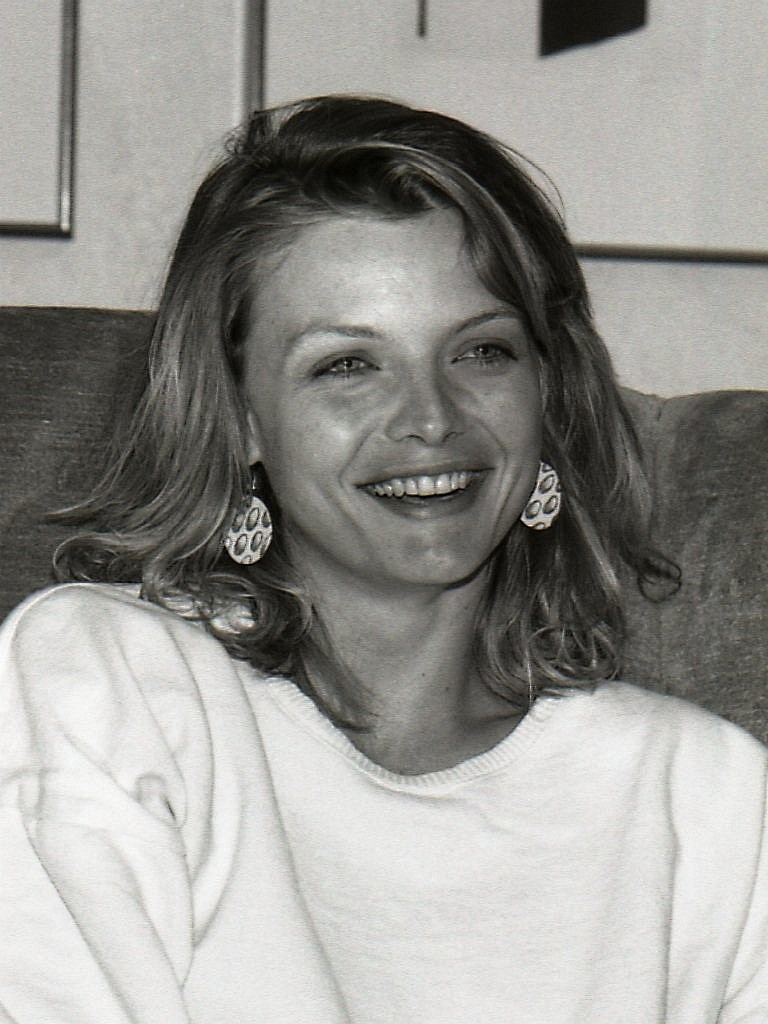
Michelle Pfeiffer (1985)

Michelle Marie Pfeiffer (ur. 29 kwietnia 1958 w Santa Ana) – amerykańska aktorka i producentka filmowa, modelka.
Jedna z największych gwiazd kina amerykańskiego. W 1982 zwróciła na siebie uwagę rolą głównej bohaterki w Grease 2. Film nie zyskał uznania krytyki, jednak wysoko oceniono poziom gry Pfeiffer. Status gwiazdy filmowej przyniósł jej udział w Czarownicach z Eastwick (1987), gdzie partnerowali jej Cher, Susan Sarandon i Jack Nicholson. Występ we Wspaniałych Baker Boys (1989) umocnił jej pozycję w Hollywood oraz zaowocował nagrodą Złotego Globu. Do najważniejszych filmów w jej karierze należą: Człowiek z blizną (1983), Tequila Sunrise (1988), Poślubiona mafii (1988), Niebezpieczne związki (1988), Powrót Batmana (1992), Pole miłości (1992), Wiek niewinności (1993), Wilk (1994), Młodzi gniewni (1995), Co kryje prawda (2000), Jestem Sam (2001), Gwiezdny pył (2007), Lakier do włosów (2007), Sylwester w Nowym Jorku (2011), Mroczne cienie (2013) i Porachunki (2013).
W 2007 otrzymała własną gwiazdę w Alei Gwiazd w Los Angeles znajdującą się przy 6801 Hollywood Boulevard.

## Życiorys

### Młodość
Urodziła się w Santa Ana w Kalifornii w rodzinie protestanckiej jako drugie z czworga dzieci Donny (z domu Taverna) i Dicka Richarda Pfeiffera. Wychowywała się ze starszym bratem Rickiem (ur. 1955) oraz dwiema młodszymi siostrami – Dedee (ur. 1964) i Lori (ur. 1965). Uczęszczała do Newport Harbor High School w Newport Beach, zanim w 1976 roku ukończyła Fountain Valley High School w Fountain Valley. Pasjonowała się teatrem i pływaniem, pracowała jako kasjerka w supermarkecie i wybierała się na kurs dla stenotypistek. Jej życie zmieniło się, gdy w roku 1978 zdobyła tytuł Miss hrabstwa Orange. Zatrudniono ją jako modelkę, uczyła się aktorstwa w The Beverly Hills Playhouse, a potem trafiła do studia aktorskiego w Hollywood.

### Kariera
Po udziale w serialach – ABC Fantastyczna wyspa (Fantasy Island, 1978–1981) jako Atena, ABC Dom Delta (Delta House, 1979), NBC CHiPs (1979) i ABC B.A.D. Cats (1980) – zadebiutowała na dużym ekranie w dwóch komediach – Rycerze hollywoodzkich nocy (The Hollywood Knights, 1980) z Tonym Danzą i Znów zakochani (Falling in Love Again, 1980) z Elliottem Gouldem. Sukcesem była postać typowej nastolatki w muzycznym sequelu Grease 2 (1982) u boku Maxwella Caulfielda, za którą zdobyła w Los Angeles nominację do Young Artist Award.
Uznanie zdobyła w roli Elviry Hancock – biernej i narkotyzującej się kochanki gangstera Lopeza, a następnie żony Tony’ego Montany, granego przez Ala Pacino w dramacie kryminalnym Briana De Palmy Człowiek z blizną (Scarface, 1983). Później Pfeiffer stworzyła nominowaną do nagrody Saturna kreację Isabeau d’Anjou w adaptacji XIII-wiecznej legendy romańskiej Richarda Donnera Zaklęta w sokoła (Ladyhawke, 1985) z Rutgerem Hauerem o parze kochanków zaklętych przez wzgardzonego tyrana.
W onirycznej komedii sensacyjnej Ucieczka w noc (Into the Night, 1985) z Jeffem Goldblumem była tajemniczą Dianą, której pojawienie się zapowiada serię przygód jak z koszmarnego snu. Do komediowych sukcesów zalicza się postać zmiennej i niewiernej aktorki Faith Healy z komedii Alana Aldy Słodka wolność (Sweet Liberty, 1986), matka sześciorga dzieci zafascynowana wysłannikiem piekieł w komedii fantasy Czarownice z Eastwick (The Witches of Eastwick, 1987) oraz nominowana do nagrody Złotego Globu rola wesołej wdówki po groźnym mafiosie (Alec Baldwin) w kasowym obrazie Poślubiona mafii (Married to the Mob, 1988).
W filmie Tequila Sunrise (1988) zagrała restauratorkę, która waha się czy wybrać policjanta (Kurt Russell) czy przemytnika (Mel Gibson). Za rolę cnotliwej pani Marie de Tourvel, która ulega cynicznemu wicehrabiemu de Valmont w stylowej ekranizacji powieści Choderlos de Laclos Niebezpieczne związki (Dangerous Liaisons, 1988), otrzymała nagrodę Brytyjskiej Akademii Filmowej (BAFTA) oraz nominację do nagrody Oscara.
Kreacja piosenkarki Susie Diamond ratującej przed upadkiem tytułowy duet Bakerów w filmie muzycznym Wspaniali bracia Baker (The Fabulous Baker Boys, 1989) przyniosła jej m.in. prestiżową nagrodę im. D.W. Griffitha, Złoty Glob i drugą w karierze nominację do nagrody Oscara. Kolejne nominacje do nagrody Złotego Globu zdobyła za role – Rosjanka Katja Orlowa w adaptacji powieści Johna le Carré Wydział Rosja (The Russia House, 1990), kelnerka Frankie w melodramacie Frankie i Johnny (Frankie and Johnny, (1991) u boku Ala Pacino, Lurene Hallett w dramacie Pole miłości (Love Field, 1992) – także nominacja do nagrody Oscara oraz hrabina Ellen Olenska w melodramacie Martina Scorsese Wiek niewinności (The Age of Innocence, 1993). W 1991 zajęła siódme miejsce na liście najlepiej opłacanych aktorów na świecie (z honorarium w wysokości 4,5 mln dol.), przy czym była najlepiej opłacaną aktorką według tego zestawienia.
Znakomite recenzje, dwie nominacje do nagrody MTV za najlepszy pocałunek z Michaelem Keatonem i najbardziej pożądaną kobietę przyniosła jej rola przebiegłej i uwodzicielskiej Kobiety-Kota w kasowym hicie kinowym Tima Burtona Powrót Batmana (Batman Returns, 1992). Za postać nauczycielki języka angielskiego stosującej niekonwencjonalne metody nauczania w szkole dla licealistów z gett etnicznych, absolwentki szkoły oficerskiej korpusu Marines w biograficznym dramacie kryminalnym Młodzi gniewni (Dangerous Minds, 1995) odebrała nagrodę Blockbuster Entertainment. Za rolę ekscentrycznej ateistki Ingrid Magnussen w dramacie obyczajowym Biały oleander (White Oleander, 2002) zdobyła nagrody w kategoriach najlepsza aktorka drugoplanowa na festiwalach filmowych Kansas City Film Critics Circle Awards i San Diego Film Critics Society Awards.

## Życie prywatne
W 1980 poznała aktora Petera Hortona, za którego wyszła za mąż 5 października 1981. Jednak 1 października 1988 rozwiodła się. W styczniu 1993 poznała scenarzystę telewizyjnego Davida E. Kelleya. Pobrali się 13 listopada 1993. Mają córkę Claudię Rose (ur. 1993) i syna Johna Henry’ego (ur. 1994).

## Filmografia
- 1979: The Solitary Man jako Tricia
- 1980: Rycerze hollywoodzkich nocy (The Hollywood Knights) jako Suzie Q
- 1980: Znów zakochani (Falling in Love Again) jako Sue Wellington
- 1981: Charlie Chan i klątwa Dragon Queen (Charlie Chan and the Curse of the Dragon Queen) jako Cordelia Farenington
- 1981: Callie & Son jako Sue Lynn Bordeaux
- 1981: Splendor in the Grass jako Ginny Stamper
- 1981: The Children Nobody Wanted jako Jennifer Williams
- 1982: Grease 2 jako Stephanie Zinone
- 1983: Człowiek z blizną (Scarface) jako Elvira Hancock
- 1985: Ucieczka w noc (Into the Night) jako Diana
- 1985: Zaklęta w sokoła (Ladyhawk) jako Isabeau d’Anjou
- 1986: Słodka wolność (Sweet Liberty) jako Faith Healy
- 1987: Amazonki z Księżyca (Amazon Women on the Moon) jako Brenda Landers (nowela „Hospital”)
- 1987: Czarownice z Eastwick (The Witches of Eastwick) jako Sukie Ridgemont
- 1988: Poślubiona mafii (Married to the Mob) jako Angela de Marco
- 1988: Tequila Sunrise jako Jo Ann Vallenari
- 1988: Niebezpieczne związki (Dangerous Liaisons) jako madame De Tourvel
- 1989: Wspaniali bracia Baker (The Fabulous Baker Boys) jako Susie Diamond
- 1990: Wydział Rosja (The Russia House) jako Katya Orlova
- 1991: Frankie i Johnny (Frankie and Johnny) jako Frankie
- 1992: Powrót Batmana (Batman Returns) jako Selina Kyle / Kobieta-Kot
- 1992: Pole miłości (Love Field) jako Lurene Hallett
- 1993: Wiek niewinności (The Age of Innocence) jako hrabina Ellen Olenska
- 1994: Wilk (Wolf) jako Laura Alden
- 1995: Młodzi gniewni (Dangerous Minds) jako Louanne Johnson
- 1996: Namiętności (Up Close and Personal) jako Sally 'Tally' Atwater
- 1996: Miłość z marzeń (To Gillian on Her 37th Birthday) jako Gillian Lewis
- 1996: Szczęśliwy dzień (One Fine Day) jako Melanie Parker
- 1997: Tysiąc akrów krzywd (A Thousand Acres) jako Rose Cook Lewis
- 1998: Książę Egiptu (The Prince of Egypt) jako Tzipporah (głos)
- 1999: Głębia oceanu (The Deep End of the Ocean) jako Beth Cappadora
- 1999: Sen nocy letniej (A Midsummer Night’s Dream) jako Titania
- 1999: Tylko miłość (The Story of Us) jako Katie Jordan
- 2000: Co kryje prawda (What Lies Beneath) jako Claire Spencer
- 2001: Jestem Sam (I Am Sam) jako Rita Harrison Williams
- 2002: Biały oleander (White Oleander) jako Ingrid Magnussen
- 2003: Sindbad: Legenda siedmiu mórz (Sindbad: Legend of the Seven Seas) jako Eris (głos)
- 2007: Nigdy nie będę twoja (I Could Never Be Your Woman) jako Rosie
- 2007: Gwiezdny pył (Stardust) jako Lamia
- 2007: Lakier do włosów (Hairspray) jako Velma von Tussel
- 2009: Chéri jako Lea de Lonval
- 2009: W obliczu przeznaczenia (Personal Effects) jako Linda
- 2011: Sylwester w Nowym Jorku (New Year’s Eve) jako Ingrid
- 2012: Ludzie jak my (People Like Us) jako Lillian
- 2012: Mroczne cienie (Dark Shadows) jako Elizabeth Collins Stoddard
- 2013: Porachunki (The Family) jako Maggie Blake
- 2017: Arcyoszust jako Ruth Madoff żona Berniego Madoffa
- 2017: Morderstwo w Orient Expressie (Murder on the Orient Express) jako pani Hubbard
- 2018: Gdzie jest Kyra? (Where Is Kyra?) jako Kyra Johnson
- 2018: Ant-Man i Osa (Ant-Man and the Wasp) jako Janet Van Dyne
- 2019: Avengers: Koniec gry (Avengers: Endgame) jako Janet Van Dyne
- 2019: Czarownica 2 (Maleficent: Mistress of Evil) jako królowa Ingrith
- 2020: Francuskie wyjście (French exit) jako Frances Price
- 2023: Ant-Man i Osa: Kwantomania (Ant-Man and the Wasp: Quantumania) jako Janet Van Dyne

### Seriale telewizyjne
- 1978, 1981: Fantasy Island jako Atena / Deborah Dare
- 1979: Delta House jako The Bombshell
- 1979: CHiPs jako Jobina
- 1980: B.A.D. Cats jako Samantha 'Sunshine' Jensen
- 1985: ABC Afterschool Specials jako Annie
- 1987: Great Performances jako Natica Jackson
- 1993: Simpsonowie (The Simpsons) jako Mindy Simmons (głos)
- 1995: Gdzie diabeł mówi dobranoc (Picket Fences) jako klientka (niewymieniona w czołówce)

### Producent
- 1996: Szczęśliwy dzień (One Fine Day, producent wykonawczy)
- 1997: Tysiąc akrów krzywd (A Thousand Acres)

## Nagrody i nominacje

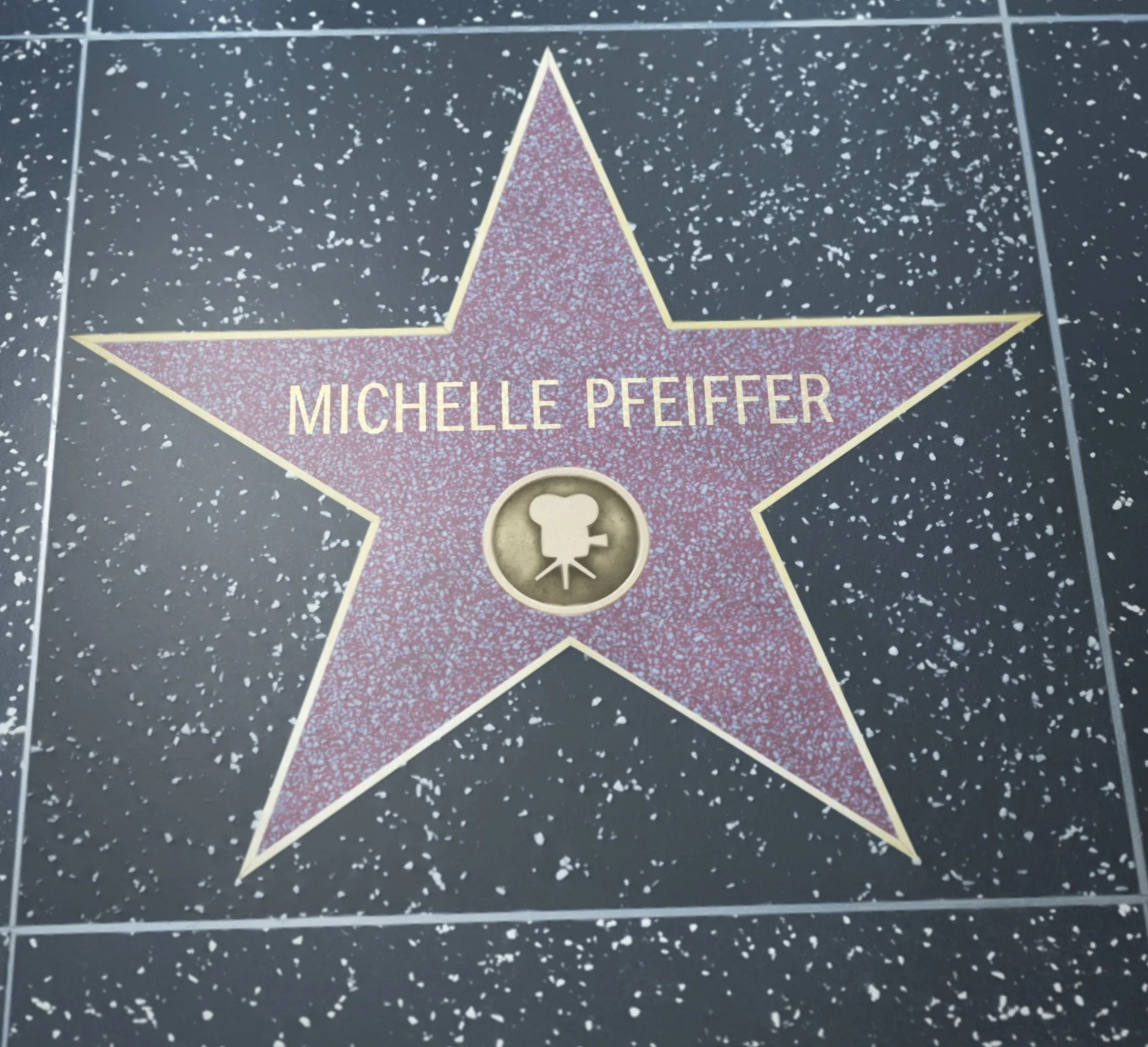
Gwiazda Pfeiffer w Hollywood

| Rok  | Nagroda                                                | Kategoria                               | Film                          |
| ---- | ------------------------------------------------------ | --------------------------------------- | ----------------------------- |
| 1989 | Nagroda Stowarzyszenia Nowojorskich Krytyków Filmowych | Najlepsza aktorka                       | Wspaniali bracia Baker (1989) |
| 1990 | Złoty Glob                                             | Najlepsza aktorka w filmie dramatycznym | Wspaniali bracia Baker (1989) |
| 1990 | Nagroda BAFTA                                          | Najlepsza aktorka drugoplanowa          | Niebezpieczne związki (1988)  |
| 1993 | Nagroda na 50. MFF w Wenecji                           | Nagroda Elviry Notari                   | Wiek niewinności (1993)       |
| 1993 | Nagroda na 43. MFF w Berlinie                          | Najlepsza aktorka                       | Pole miłości (1992)           |